# Calle 24 (Tranvía de San Diego)
La Calle 24 es una estación del Trolley de San Diego localizada en National City, California que funciona con la línea Azul. La siguiente estación Sur es Bayfront/Calle E y la siguiente estación Norte es Calle 8 de la misma línea.

## Zona
La estación se encuentra localizada entre la Calle E, Calle 22 y la Autovía San Diego cerca del National City Adult School.

## Conexiones
Las líneas de buses que sirven a esta estación son los autobuses de las Rutas 13, 961, 967 y 968.